# Porites studeri
Porites studeri là một loài san hô trong họ Poritidae. Loài này được Vaughan mô tả khoa học năm 1907.